# Поротников, Олег Геннадьевич
Олег Геннадьевич Поротников (род. 18 августа 1966, Свердловск) — советский, российский хоккеист, защитник. Мастер спорта СССР. Тренер.

## Биография
Воспитанник свердловского хоккея, выступал за местные команды «Луч» (1984/85 — 1985/86, 1988/89), СКА (1986/87 — 1987/88), «Автомобилист» Екатеринбург (1988/89 — 1992/93), «Кедр» Верх-Нейвинск — Новоуральск (1993/94).
С 1996 года — в Самаре. Семь сезонов провёл в ЦСК ВВС. В сезонах 2003/04 — 2008/09 — тренер в «ЦСК ВВС-2». С сезона 2009/10 — тренер в ЦСК ВВС, с сентября 2011 по ноябрь 2012 года — главный тренер. Затем — тренер в юношеских командах ЦСК ВВС и «Комета». Тренер в «Комете» в МХЛ-Б (2012/15 — 2015/16).